# Semla (dolce)
Un semla o fastlagsbulle (svedese), laskiaispulla (finlandese), vastlakukkel (estone), bolla (islandese) o anche fastelavnsbolle (danese e norvegese), è un dolce tipico di tutte le nazioni scandinave e dei Paesi Baltici, solitamente associato all'inizio della Quaresima o al Lunedì prima della quaresima. In Islanda l'usanza di preparare questo dolce è così diffusa che il Lunedì prima del Mercoledì delle Ceneri prende il nome dal dolce: bolludagur.

## Etimologia
Il nome semla (plurale semlor) è un prestito dal tedesco Semmel, a sua volta derivato dal latino semilia, che indicava originariamente la semola e che è poi passato ad indicare il pane in generale. In finlandese la parola più comune per indicare il dolce è laskiaispulla, mentre in finlandssvenska semla indica semplicemente il pane spalmato con burro e consumato a colazione.

## Storia
La versione più antica di questo dolce consisteva in un semplice pezzo di pane nero immerso in una ciotola di latte caldo. In Svezia erano chiamati, in questa forma, hetvägg dal basso tedesco hete Weggen (fette calde).
La sua origine risale al 1541 circa. Inizialmente furono consumati principalmente dalla monarchia e dalle classi superiori svedesi, in genere ogni martedì tra il martedì grasso e Pasqua, prima del digiuno di quaresima.
Oggi il tipico semla è un soffice panino rotondo, speziato con il cardamomo, a cui viene asportata l'estremità superiore e la parte spugnosa interna e successivamente riempito con panna montata e crema di mandorle. A volte, la parte superiore asportata è posta sopra la panna e ricoperta di zucchero a velo.
È abitudine mangiare i semlor accompagnati da tè o da caffè anche se in alcune zone, specialmente in Svezia, si è mantenuta la vecchia tradizione di consumare questo dolce immergendolo nel latte caldo.
In Finlandia, dove viene chiamato laskiaispulla, è diffusa la variante con confettura di lamponi al posto della crema di mandorle. Il nome finlandese deriva dal sostantivo laskea che indica l'azione di correre in discesa con una slitta da neve. Questo dolce era, infatti, legato in tempi precristiani alla festa invernale del Laskiaistiistai durante la quale i bambini e giovani delle varie famiglie del paese si lasciavano scivolare in slitta da una collina gareggiando tra di loro. Si pensava che la famiglia che avesse vinto la gara avrebbe avuto il miglior raccolto durante l'anno successivo. Con la diffusione del cristianesimo, la festa del Laskiaistiistai, e i relativi dolci, sono stati integrati tra le altre tradizioni cristiane e spostati a inizio quaresima.

## Fastelavnsbolle

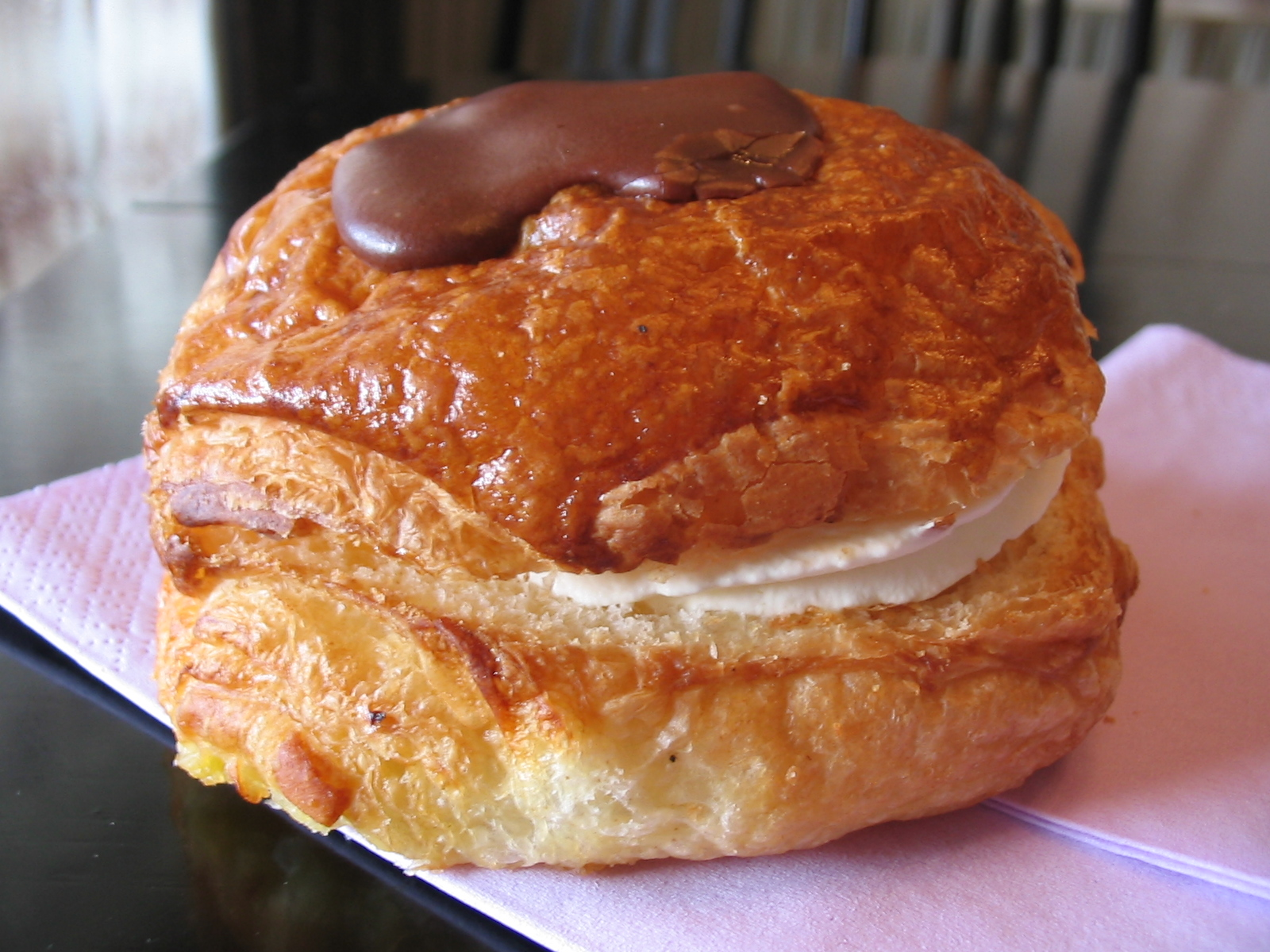
Tipico semla danese

La versione danese (fastelavnsbolle) e islandese del dolce differisce da quelle sopraelencate. Il fastelavnsbolle è realizzato solitamente con la pasta sfoglia e riempito di panna montata, marmellata e spesso ricoperto di glassa.

## Curiosità
- Adolfo Federico di Svezia morì nel 1771 per indigestione dopo un pranzo che prevedeva un dessert composto da ben 14 semlor ed è per questo chiamato il sovrano che mangiò sino alla morte[6].
- Il musicista black metal svedese Dead ha inciso una canzone nel 1987 dal titolo Disgusting Semla.
- Il Semla è stato il dolce scelto come proprio simbolo dalla Finlandia durante il Café Europe nel 2006.
- Il Semla è stato il dolce preferito, in età infantile, di Charlotte LinLin (Big Mom), personaggio del manga di Eiichirō Oda, One Piece.
- Il Semla è stato il dolce che ha portato i membri del "Club del Doposcuola dei Dolci" a creare una rock band, nel gioco Blue Archive.